# Claudine Vierstraete
Claudine Vierstraete   (Torhout, 11 de febrer de 1960 - 4 d'octubre de 2023) fou una ciclista belga que va combinar la pista amb la carretera. Va guanyar una medalla al Campionat del món de velocitat

## Palmarès en ruta
- 1981
  - Vencedora d'una etapa als Tres dies internacionals de Dompaire